# 시카고 파이어 (드라마)
시카고 파이어(Chicago Fire)는 2012년 10월 10일부터 현재까지 NBC에서 방영중인 소방 드라마이다. 시카고에 있는 가상의 51번 소방서에 소속된 구조차 3번, 서장 25번 (시즌 1에서 9까지), 서장 2-2-6 (시즌 10에서 12까지), 소방차 51번, 소방차 81번, 구급차 61번과 소방관들과 구급대원들의 일과 사생활을 그린다.

## 출연
- 제시 스펜서 - 매슈 케이시 역
- 테일러 키니 - 켈리 세버라이드 역
- 찰리 바넷 - 피터 밀스 역
- 모니카 레이먼드 - 가브리엘라 더슨 역
- 로런 저먼 - 레슬리 셰이 역
- 데이비드 아이젠버그 - 크리스토퍼 허먼 역
- 에이먼 월커 - 월레이스 보든 역